# Stiftung SENS
Die Stiftung SENS ist eine privatwirtschaftlich organisierte, nach eigenen Angaben nicht gewinnorientierte Stiftung nach Schweizer Recht. Sie tritt nach aussen mit dem Markennamen SENS eRecycling auf.
Die Stiftung SENS betreibt ein gesamtschweizerisches Rücknahmesystem für elektrische und elektronische Geräte, Leuchtmittel und Leuchten, Photovoltaik-Systeme, Wärmepumpen, E-Zigaretten sowie Fahrzeug- und Industriebatterien.
Die Stiftung SENS erhebt für ihre im SENS-Rücknahmesystem erbrachten Leistungen eine vorgezogene Recyclinggebühr (vRB). Die vRG ist dabei nicht mit der vorgezogenen Entsorgungsgebühr (VEG) zu verwechseln. Die VEG stützt sich im Gegensatz zur vRG auf eine gesetzliche Verordnung über die Rückgabe, Rücknahme und Entsorgung von elektrischen und elektronischen Geräten (VREG), während die vRG eine ausschliesslich freiwillige Abgabe an die Stiftung SENS. Möglicherweise nutzt die Stiftung SENS die Ähnlichkeit zwischen den Akronymen vRG und VEG, um eigene Gebühren, die deutlich über der gesetzlichen Gebührenordnung der von der BAFU beauftragten Inobat liegen, sowohl von Wiederverkäufern als auch Endkunden einzufordern. 
Die Stiftung SENS ist Mitglied bei Swiss Recycle und dem weltweiten Kompetenzzentrum für Elektroschrott, WEEE Forum.

## Geschichte
SENS eRecycling wurde im Jahr 1990 als Stiftung Entsorgung Schweiz (S.EN.S) gegründet. Ein Jahr später führte sie mithilfe einer Vignette die schweizweite Entsorgung von Kühlgeräten ein. 1998 erliess der Bundesrat die Verordnung über die Rückgabe, Rücknahme und Entsorgung elektrischer und elektronischer Geräte (VREG). Zusammen mit Grossverteilern und der Haushaltgerätebranche baute die Stiftung SENS in den darauffolgenden Jahren ein flächendeckendes Recycling-System auf und führte das Label „Entsorgung gesichert!“ ein.
2002 beteiligte sich SENS eRecycling an der Gründung des internationalen WEEE Forums (Waste Electrical and Electronic Equipment) mit Hauptsitz in Brüssel. Im selben Jahr führte sie den vorgezogenen Recyclingbeitrag (vRB) auf Unterhaltungselektronik, Haushaltgrossgeräte, Haushaltkleingeräte, Kühl-, Klima- und Gefriergeräte, Spielwaren mit elektrischen Komponenten und Leuchten und Leuchtmittel ein.
Mit dem starken Aufkommen von Elektroschrott weltweit gründete SENS eRecycling 2008 die Stiftung SENS International (heute Stiftung Fair Recycling). Diese engagiert sich bis heute für die umweltgerechte Entsorgung von Kühlgeräten in Schwellenländern.
2013 wurde die Marke SENS eRecycling zusammen mit dem neuen CI / CD eingeführt und der Firmenname auf Stiftung SENS geändert. Weiter schloss die Stiftung einen Vertrag mit dem Branchenverband Swissolar ab. Seither werden auch Photovoltaik-Module recycelt.
Für die digitale Kampagne «SENS City – 30 Jahre eRecycling» erhielt SENS eRecycling 2021 den German Design Award sowie den iF DESIGN AWARD. Im selben Jahr fusionierte SENS eRecycling mit der Stiftung Licht Recycling Schweiz (SLRS). Seither ist die Stiftung SENS auch zuständig für die Sammlung, den Transport sowie das Recycling von Leuchten und Leuchtmitteln in der Schweiz.
2022 veröffentlichte SENS eRecycling die Studienergebnisse der Hochschule für Angewandte Psychologie der Fachhochschule Nordwestschweiz (FHNW) zum Recyclingverhalten der Schweizer Bevölkerung bezüglich ausgedienter elektrischer und elektronischer Geräte. Im selben Jahr schloss sie mit dem Verband freier Autohandel Schweiz VFAS eine Branchenlösung für die Sammlung, den Transport und die Verwertung von Industrie- und Fahrzeugbatterien ab.
2023 lancierte sie mit den Organisationen GebäudeKlima Schweiz (GKS) und der Fachvereinigung Wärmepumpen Schweiz (FWS) die Branchenlösung Wärmepumpe und schloss kurz darauf mit Vertretern der Tabakindustrie die Branchenlösung E-Zigarette für die Sammlung und die umweltgerechte Entsorgung von E-Zigaretten (Vapes) ab. Parallel dazu lancierte SENS eRecycling die Circular Platform für eine starke Kreislaufwirtschaft und einen ressourcenschonenden Umgang mit Elektrogeräten.
Für die Erkennung und präzisere Analyse des Lebenslaufs von Elektrogeräten setzt SENS eRecycling seit 2023 auf künstliche Intelligenz (SENS AI). Im selben Jahr überschritt die Stiftung SENS erstmals bei der Sammlung und Rückgewinnung von Wertstoffen die 1 Millionen-Grenze. Zusammen mit Swissolar, der Berner Fachhochschule und weiteren Partnern aus der Schweizer PV-Industrie gründete sie Swiss PV Circle zur Förderung der Kreislaufwirtschaft in der Solarindustrie.
2024 weitete SENS eRecycling die Entsorgung von Elektrokleingeräten via Electro Recycling Bag auf die gesamte Schweiz aus. Seither können Konsumenten bis zu 10 kg Elektrokleingeräte zuhause von der Post abholen lassen.

## Das SENS-Rücknahmesystem
Die Teilnahme am SENS-Rücknahmesystem ist für Importeure, Hersteller, Fachhändler oder Installateure freiwillig. Partner, die Teil des SENS-Netzwerks sind, erheben einen vorgezogenen Recyclingbeitrag auf dem Kaufpreis eines neuen Elektrogeräts und zahlen den Betrag in einen separaten Fonds der Stiftung SENS ein. Mit diesem finanziert SENS eRecycling anschliessend den nachhaltigen und umweltverträglichen Transport sowie die Sammlung und Entsorgung der elektronischen und elektrischen Geräte (vgl. Grafik).

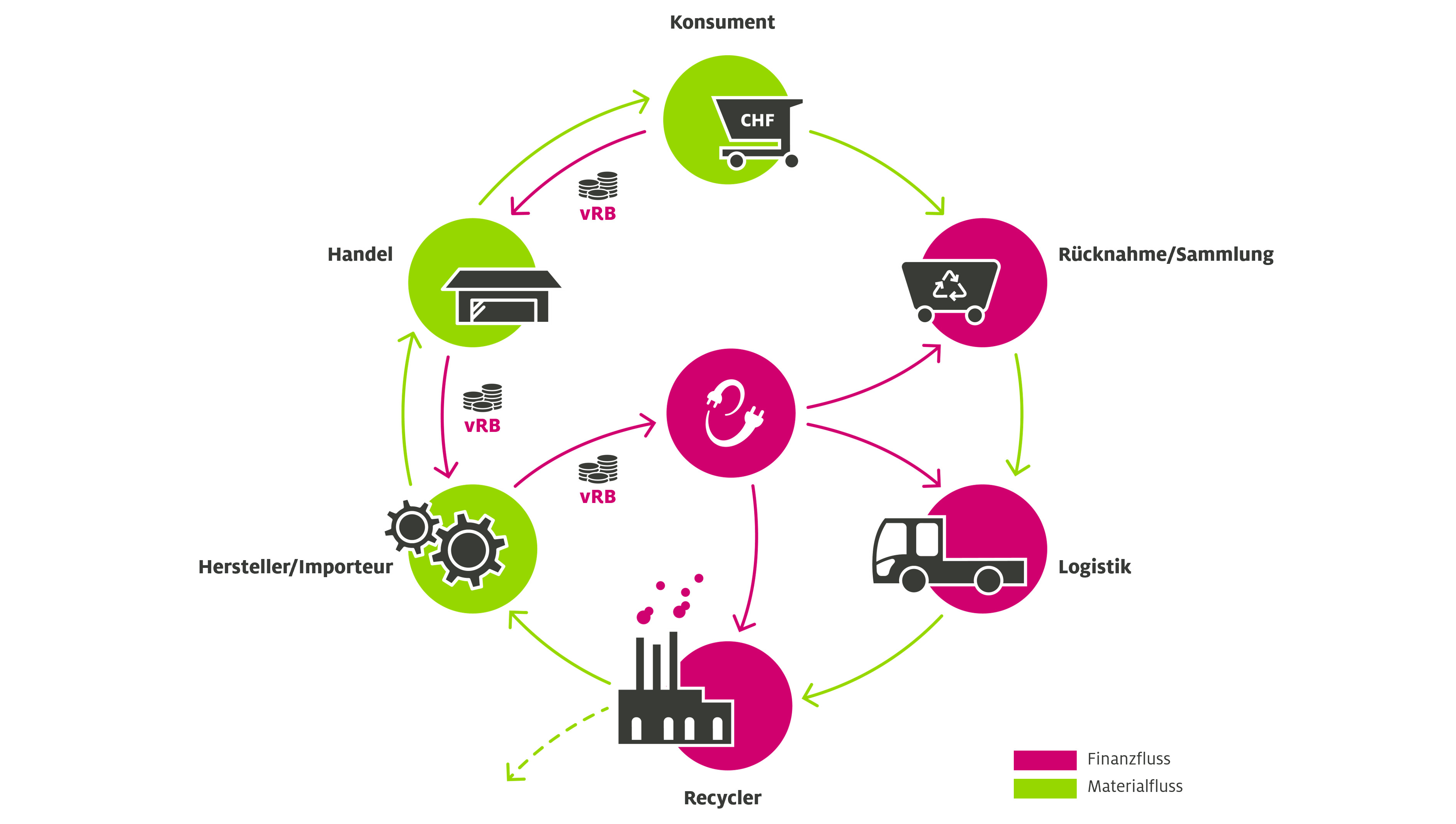
Material- und Finanzflüsse SENS-Rücknahmesystem

Dank des vorgezogenen Recyclingbeitrags können Konsumenten ihre ausgedienten elektrischen oder elektronischen Geräte schweizweit kostenlos an den SENS-Sammelstellen zurückgeben oder überall dort, wo elektrische oder elektronische Geräte gekauft werden können.
Für die Einhaltung der einheitlichen und verbindlichen Qualitätsstandards und Richtlinien im eRecycling ist die Technische Kommission von SENS eRecycling zuständig. Ihr gehören unabhängige Experten an, die die angeschlossenen Recyclingbetriebe regelmässig prüfen.

## Studien
Anne Herrmann, Steven Bürgin, Sarah Heather Lehmann: Studie zur Haltung der Schweizer Bevölkerung zum Thema Rückgabe und Recycling von elektrischen und elektronischen Geräten, FHNW (2021).